# Personne (roman)
Pour les articles homonymes, voir Personne.
Personne est un roman de Gwenaëlle Aubry publié le 27 août 2009 au Mercure de France. Ce roman a reçu le prix Femina la même année.

## Éditions
- Personne, Mercure de France,   (ISBN 2715229291)